# Villafranca de Ebro
Villafranca de Ebro ist ein Ort und eine Gemeinde (municipio) mit 835 Einwohnern (Stand: 2024) in der spanischen Provinz Saragossa der Autonomen Gemeinschaft Aragonien. 

## Lage und Klima
Villafranca de Ebro liegt etwa 27 Kilometer (Luftlinie) ostsüdöstlich des Stadtzentrums der Provinzhauptstadt Saragossa in einer Höhe von ca. 175 m am Ebro. Das Klima ist gemäßigt; Regen (ca. 390 mm/Jahr) fällt mit Ausnahme der eher trockenen Sommermonate übers Jahr verteilt.

## Bevölkerungsentwicklung
| 1900 | 1910 | 1920 | 1930 | 1940 | 1950 | 1960 | 1970 | 1981 | 1991 | 2001 | 2011 | 2021 |
| ---- | ---- | ---- | ---- | ---- | ---- | ---- | ---- | ---- | ---- | ---- | ---- | ---- |
| 464  | 515  | 562  | 559  | 544  | 746  | 714  | 729  | 708  | 670  | 690  | 837  | 848  |

## Sehenswürdigkeiten
- Michaeliskirche aus dem 16. Jahrhundert
- Markgräfliches Herrenhaus
- Rathaus

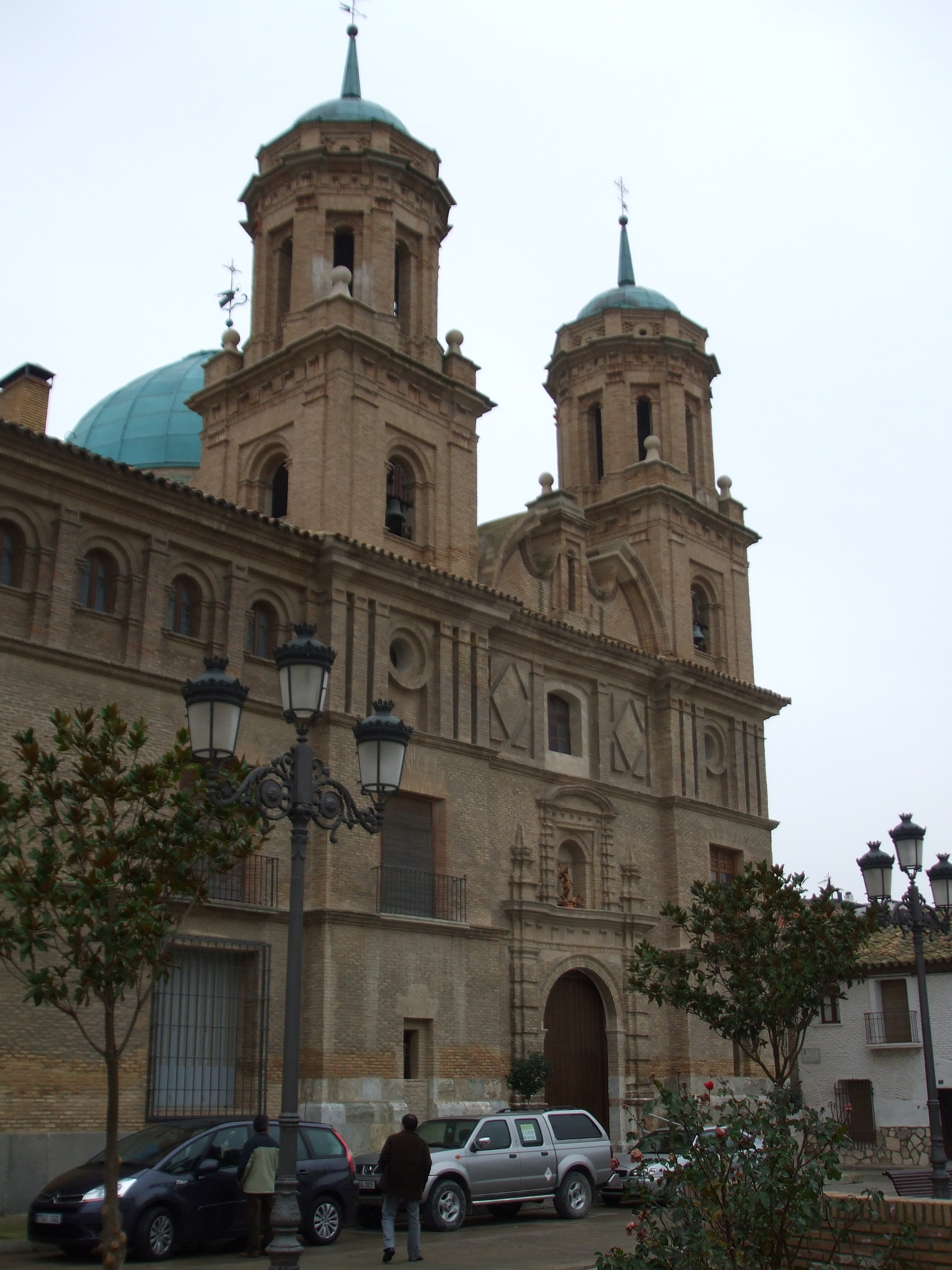
Michaeliskirche
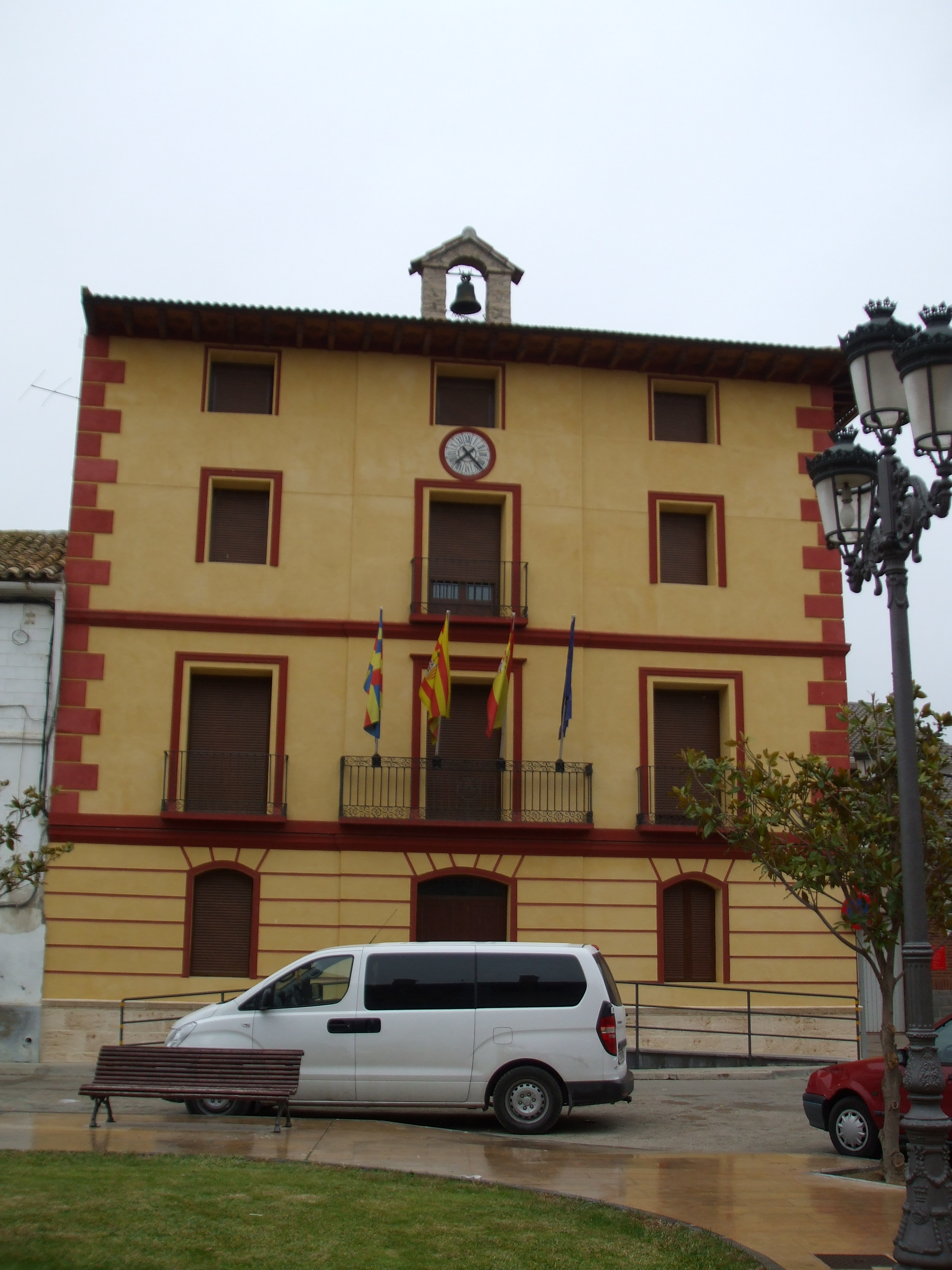
Rathaus